# Susanne Regener

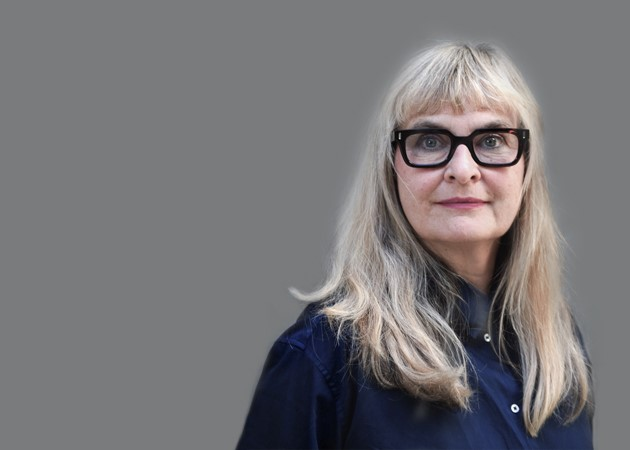
Susanne Regener 2021, fotografiert von Axel Doßmann

Susanne Regener (* 1. Juni 1957 in Bremen) ist eine deutsche Kulturwissenschaftlerin. Von April 2006 bis September 2023 hatte sie den Lehrstuhl für Mediengeschichte mit dem Schwerpunkt Visuelle Kultur an der Universität Siegen inne. Sie war außerdem affiliate professor an der Universität Kopenhagen (2012–2022) und ist weiterhin dort sowie an der Universität Aarhaus als Gutachterin/Censor tätig.

## Leben
Regener studierte von 1976 bis 1982 Volkskunde/Europäische Ethnologie, Sozial- und Wirtschaftsgeschichte, Soziologie und Skandinavistik an der Universität Kiel und der Universität Hamburg. Sie promovierte 1986 mit einer Studie zur (Medien-)Geschichte des bürgerlichen Mädchens. Sie war wissenschaftliche Mitarbeiterin für Europäische Ethnologie an den Universitäten Kiel, Hamburg und Aarhus.
Mit ihren bilddiskursgeschichtlichen Forschungen zur Geschichte medialer Konstruktionen des Kriminellen („Fotografische Erfassung“) habilitierte sie sich 1998 an der Universität Bremen mit der Venia Legendi für Kulturwissenschaften.
Nach Gast- und Vertretungsprofessuren für Kulturwissenschaft, skandinavische Kulturgeschichte, Medienwissenschaft, Geschichte und Theorie der Fotografie, Europäische Ethnologie und Gender Studies an den Universitäten in Aarhus, Kopenhagen, Essen, Tübingen, Wien, Klagenfurt, Basel und der Zürcher Hochschule der Künste wurde Susanne Regener 2006 auf den Lehrstuhl für Mediengeschichte der Universität Siegen berufen. Gleichzeitig hat sie Projekte zur transkulturellen Kulturgeschichte mit der Universität Kopenhagen entwickelt.

## Schwerpunkte in Forschung und Lehre
Regeners Lehr- und Forschungsschwerpunkte liegen im Bereich der Visuellen Kultur mit Schwerpunkt Fotografie und dokumentarische Bilder. Susanne Regeners bilddiskursanalytische Arbeiten untersuchen sowohl die institutionelle und künstlerische Darstellung als auch Selbstdarstellungen von Kriminellen, Serienkillern, Amokläufern, Terroristen und anderen „Außenseitern“. Eine monografische Studie zur „Visuellen Gewalt“ widmete sie Menschenbildern aus der Psychiatrie des 20. Jahrhunderts.
Eines der längerfristigen Forschungsprojekte am Siegener Lehrstuhl beschäftigte sich mit Medienamateuren in der homosexuellen Kultur, das unter anderem zur Publikation „privat/öffentlich. Mediale Entwürfe von Homosexualität“ führte. Susanne Regener ist Mitglied der Initiative Queer Nations und aktuell im wissenschaftlichen Beirat des Projektes der dänischen Forschungsgemeinschaft: New Histories of Same-Sex Relationships, 1880-2020 (NewSexHis) der Kulturwissenschaftlerin Rikke Andreassen und Mette Kia Krabbe Meyer.
In einem Kooperationsprojekt mit der Universität Jena und dem Historiker Axel Doßmann entstand 2018 die Publikation Fabrikation eines Verbrechers. Der Kriminalfall Bruno Lüdke als Mediengeschichte. Es ist eine Geschichte der „Medialisierungen des Bösen“ und zugleich eine exemplarische Visual History zur Geschichte von Verbrechen und Gewalt im 20. Jahrhundert. Das Buch wurde gemeinsam mit dem Leipziger Verlag Spector Books (Leipzig) entwickelt und unter besonderen didaktischen Aspekten für eine zeitgemäße historische, politische und ästhetische Bildung konzipiert. 2020 wurde das Buch von der Bundeszentrale für politische Bildung in die Schriftenreihe übernommen. 2021 waren Regener und Doßmann an der Stolpersteinverlegung für Bruno Lüdke in Berlin-Köpenick beteiligt, der auch der Bundespräsident beiwohnte.
Gefördert von der Deutschen Forschungsgemeinschaft wurde das Projekt Bilder der Empörung. Amateurpraktiken der Visualisierung von Protest. Gemeinsam mit dem Soziologen Simon Teune und der Kunsthistorikerin Dorna Safaian untersuchte Regener die Geschichte von politischen Bewegungen bezüglich ihrer Visualisierungen: Wie wird Empörung in verschiedenen Kontexten mit unterschiedlichen emotionalen Motiven ins Bild gesetzt und als Element der Mobilisierung genutzt. Neben verschiedenen Artikeln entstand die Publikation Protestfotografie der Zeitschrift Fotogeschichte. Beiträge zur Geschichte und Ästhetik der Fotografie.
Unter der Titel „Roma Images in der ethografischen Amateurforschung: Zur Mediengeschichte des Fremden in Deutschland und Dänemark (20. und 21. Jahrhundert)“ wird ein Projekt fortgesetzt (DFG-Förderung). Unter anderem entstand in diesem Zusammenhang der Artikel „Othering: Rassismus als Unterhaltung“ auf der Website Geschichte der Gegenwart. Eine Publikation zu „Othering in der Fotografie“ ist in Vorbereitung.
Das derzeitige Projekt von Regener unter dem Titel Bilder der Anderen untersucht die Visualisierungsformen von Außenseitern, Diskriminierten, Marginalisierten, Rassifizierten in unserer Gesellschaft. Ein Forschungsprojekt zur Visuellen Kulturgeschichte der (pathologischen) Hand ist in Vorbereitung.
Susanne Regener hat ferner an verschiedenen Dokumentarfilmen und Ausstellungen beratend mitgearbeitet.

## Monografien
- mit Axel Doßmann: Fabrikation eines Verbrechers. Der Kriminalfall Bruno Lüdke als Mediengeschichte. Spector Books, Leipzig 2018, ISBN 978-3-95905-034-0.
- Visuelle Gewalt. Menschenbilder aus der Psychiatrie des 20. Jahrhunderts. transcript, Bielefeld 2010, ISBN 978-3-89942-420-1 (auch als E-Book erschienen).
- Fotografische Erfassung. Zur Geschichte medialer Konstruktionen des Kriminellen. Fink, München 1999, ISBN 3-7705-3432-8. Den Volltext dieses Buches stellt die Bayerische Staatsbibliothek in Zusammenarbeit mit der DFG zur kostenfrei zur Verfügung.[16]
- Das verzeichnete Mädchen. Zur Darstellung des bürgerlichen Mädchens in Photographie, Puppe, Text im ausgehenden 19. Jahrhundert. Jonas, Marburg 1988, ISBN 3-922561-71-3.

## Herausgeberschaft (Auswahl)
- mit Dorna Safaian und Simon Teune (Hrsg.): Protestfotografie. In: Fotogeschichte: Beiträge zur Geschichte und Ästhetik der Fotografie, 2019, Heft 154; ISSN 0720-5260.
- mit Katrin Köppert (Hrsg.): privat / öffentlich. Mediale Selbstentwürfe von Homosexualität. Turia + Kant, Wien / Berlin 2013, ISBN 978-3-85132-692-5.
- (Hrsg.): Amateure. Laien verändern die visuelle Kultur. In: Fotogeschichte: Beiträge zur Geschichte und Ästhetik der Fotografie, 2009, Heft 111; ISSN 0720-5260.
- mit Niels Ole Finnemann (Hrsg.): Synets medier („Die Medien des Blicks“). Univ.-Forl., Aarhus 1991, ISBN 87-7288-361-8 (= Kulturstudier, 11).